# Enric d'Alemany
Enric d'Alemany (Vic, segle XVII) fou un prevere català. De família noble, fou canonge i sagristà de la seu de Vic. A les Corts de 1626 s'oposà, junt amb Pau Claris, en nom del braç eclesiàstic, a les demandes reials. Fou un dels caps de la resistència (armada a Vic) a pagar el delme (1634). Aconseguí del Papa l'ajornament. Col·laborà amb la Generalitat en la mobilització militar del Principat contra les tropes castellanes.